# La giungla di fruttirubini
La giungla di fruttirubini (Rubyfruit Jungle) è un romanzo di Rita Mae Brown, attivista e femminista americana, pubblicato nel 1973.
Il libro è stato tradotto in francese, spagnolo, danese, sloveno, olandese, tedesco, coreano e italiano.

## Trama
Il romanzo è diviso in quattro parti, ciascuna delle quali affronta un periodo della vita della protagonista.
La prima parte è ambientata nel sud degli Stati Uniti. Molly è una ragazzina vivace, dal linguaggio colorito ed un po' mascolina. Scopre di non avere interessi romantici e sessuali nei confronti degli uomini ed è costretta a scontrarsi fin dall'inizio con dei ruoli di genere imposti dalla società, e dalla madre adottiva in particolare, che lei rifiuta.
Nella seconda parte Molly scopre di avere una cotta per la sua compagna di banco delle medie. È questo il periodo delle prime esperienze, sentimentali e sessuali, che lei cerca di nascondere con una finta eterosessualità per non essere considerata una "invertita". All'università avrà una relazione con la sua compagna di camera, a causa della quale verrà espulsa e perderà la borsa di studio.
Senza soldi e senza un posto dove andare, cacciata di casa dalla  madre adottiva, Molly si trasferisce nella moderna e open minded New York, dove sono ambientate la terza e quarta parte del libro. Qui Molly lavora e guadagna quel tanto che basta per sopravvivere, ma comunque non rinuncia al suo sogno di diventare regista. Riesce ad ottenere una borsa di studio all'università ed un lavoro a tempo pieno come segretaria in una casa editrice.

## Edizioni in italiano
- Rita Mae Brown, La giungla di fruttirubini, traduzione di Mariagiovanna Anzil, Milano: Bompiani, 1979
- Rita Mae Brown, La giungla di fruttirubini, traduzione di Mariagiovanna Anzil, Milano: ES, 1996
- Rita Mae Brown, La giungla di fruttirubini, traduzione di Mariagiovanna Anzil, Milano: ES, 2001
- Rita Mae Brown, La giungla di fruttirubini, traduzione di Mariagiovanna Anzil, Milano: ES, 2010